# Ліщук Ганна Юхимівна
Ганна Юхимівна Ліщук (?, село Дитиничі, тепер Дубенського району Рівненської області — ?) — українська радянська діячка, новатор сільськогосподарського виробництва, ланкова колгоспу імені Кірова Вербського (тепер — Дубенського) району Рівненської області. Депутат Верховної Ради УРСР 5-го скликання.

## Біографія
Народилася в селянській родині. Закінчила сільську школу. Член ВЛКСМ.
З 1955 року — колгоспниця, ланкова комсомольсько-молодіжної ланки колгоспу імені Кірова села Дитиничі (центральна садиба в селі Плоска) Вербського (тепер — Дубенського) району Рівненської області. У 1958 році зібрала по 667 центнерів цукрових буряків та 230 центнерів картоплі з гектара посіву.

## Нагороди
- орден Леніна (26.02.1958)
- мала золота медаль Всесоюзної сільськогосподарської виставки
- медалі